# Margarita Bonifacio
Margarita Maria Estela Bonifacio (29 de marzo de 1979) es una deportista filipina que compitió en taekwondo. Ganó una medalla de bronce en los Juegos Asiáticos de 1998, y dos medallas de bronce en el Campeonato Asiático de Taekwondo en los años 2000 y 2002.

## Palmarés internacional
| Juegos Asiáticos    | Juegos Asiáticos    | Juegos Asiáticos  | Juegos Asiáticos |
| Año                 | Lugar               | Medalla           | Categoría        |
| ------------------- | ------------------- | ----------------- | ---------------- |
| 1998                | Bangkok (Tailandia) | Medalla de bronce | +70 kg           |
| Campeonato Asiático |                     |                   |                  |
| Año                 | Lugar               | Medalla           | Categoría        |
| 2000                | Hong Kong (China)   | Medalla de bronce | –72 kg           |
| 2002                | Amán (Jordania)     | Medalla de bronce | –72 kg           |